# 谨嫔
谨嫔（1682年8月2日—1739年4月23日），色赫图氏，清朝员外郎多尔济之女。康熙帝的庶妃，经雍正、乾隆两朝尊封为谨嫔。

## 生平
康熙二十一年六月二十九日（1682年8月2日）出生。目前尚未得知她是何時入宮侍奉清聖祖玄燁。色赫图氏在康熙五十七年前並未獲得正式冊封，與其他相同待遇的妃子被統稱為庶妃。康熙四十六年，聖祖位下的乾清宮主位有二十六人，檔案中無稱號的大答應有十人，色赫圖氏或已在其中。康熙朝的乾清宮主位即指皇后以下，大答應以上的妃子。
康熙五十年十二月初三日，年近三十歲的庶妃色赫图氏生皇二十二子胤祜。康熙六十一年十一月，康熙帝逝世；十二月，新继位的雍正帝尊封一批先朝妃嫔，称“现在有曾生兄弟之母未经受封者，俱应封为贵人”，色赫图氏当是此时被尊封为皇考綺贵人。
色赫圖氏在被正式尊封為謹嬪前，宫中諸人稱其為綺嬪。乾隆元年（1736年）六月初二日，總管內務府向高宗謹奏奏稱寧壽宮嬪四位的朝冠東珠之事，希望將花梨木匣內盛貯有眼東珠內選出呈覽。同年十二月，色赫图氏正式被尊为皇祖谨嫔。
乾隆四年（1739年），谨嫔在病危弥留之际被移到太液池以北的五龙亭闲馆；三月十六日（4月23日），谨嫔在闲馆去世；同年九月二十六日，色赫图氏移葬景陵妃园寝（今河北省遵化县清东陵内）。

## 冊文
璇宮贊化，安貞葉吉於坤元；椒寢凝徽，蕃衍鐘祥於壼德。式稽成典，用煥新章。皇祖貴人色赫圖氏，性成衝約，範表柔嘉。夙嫻彤史之箴，䖍共內職；敬佐周南之治，雅副徽音。綿善慶於宗盟，維城攸重；歸介福於慈教，式穀詒休。不有隆稱，曷彰令問。謹以金冊尊為皇祖謹嬪。惠順孔昭，迓鴻禧而川至；瑤華洊被，娛朱邸之春暉。謹言。

### 引用
1. ↑  《清实录·世宗实录·卷之二》康熙六十一年。壬寅。十二月……○又谕。朕奉皇太后懿旨。尔兄弟之母。当加意相待。朕念十二阿哥之母。多年侍奉皇考。甚为谨慎。久列嫔位。今晋封为妃。十五阿哥十六阿哥之母嫔，亦晋封为妃。再现在有曾生兄弟之母、未经受封者，俱应封为贵人。六公主之母应封为嫔。内有一常在、年已七旬。亦应封为贵人……
2. ↑  《宮內等處女子嬤嬤媽媽裡折肉銀底賬》寧壽宮，皇貴妃下官女子三人，學生二人，家下女子一人； 貴妃下官女子七人； 憲妃下官女子四人； 成妃下官女子六人； 密妃下官女子六人，使女二人；勤妃下官女子一人，家下女子三人；通嬪下官女子三人，家下女子一人；倩嬪下官女子三人； 秀嬪下官女子三人；玉嬪下官女子三人；綺嬪下官女子三人； 尹貴人下官女子三人，媽媽裡一人，蒙古女子一人；洛貴人下官女子三人；文貴人下官女子二人； 常貴人下官女子一人； 蘭貴人下官女子二人；智答應下官女子一人；令答應下官女子一人，家下女子一人。
3. ↑  內務府檔案記載：乾隆元年六月初二日，總管內務府謹奏，寧壽宮嬪四位，每位朝冠頂一分，嵌無光東珠六顆，挺上無光東珠二顆。翟烏五支嵌無光東珠二十五顆。金箍一個嵌無光東珠八顆。項圈一圍嵌無光東珠七顆。桃花一個嵌無光東珠三顆。方胜二個嵌無光東珠八顆。 耳墜一分嵌四等東珠十二顆。共四等東珠四十八顆，無光東珠二百三十六顆。臣等請將花梨木匣內盛貯有眼東珠內選出呈覽，應用可也，為此謹奏、請旨。